# Freundel Stuart
Freundel Jerome Stuart (Saint Philip, 27 april 1951) is een Barbadiaans politicus. Tussen 2010 en 2018 was hij premier van Barbados.
Stuart is lid van de Democratic Labour Party (DLP) en was tussen 2010 en 2018 de leider van deze partij. Sinds mei 2010 was Stuart waarnemend premier in functie van David Thompson doordat bij Thompson alvleesklierkanker werd vastgesteld. Bij diens overlijden op 23 oktober 2010 werd een spoedbijeenkomst gehouden waarbij Stuart officieel werd benoemd tot nieuwe minister-president van het land. Met het winnen van de verkiezingen in 2013 werd Stuart gekozen voor een volledige termijn. In 2015 verklaarde hij te streven naar de afschaffing van de monarchie in Barbados en in plaats daarvan een ceremonieel presidentschap te willen instellen. Dit is onder zijn leiding echter niet gerealiseerd. Bij de algemene verkiezingen in mei 2018 leed Stuart met zijn partij een historisch verlies; de DLP viel terug van 16 naar nul zetels. Alle zetels werden gewonnen door de concurrerende Barbados Labour Party (BLP), waarna Stuart zijn vertrek uit de politiek aankondigde. Hij werd als premier opgevolgd door BLP-leider Mia Mottley, de eerste vrouwelijke premier in de geschiedenis van Barbados. 